# Fabrizio Donato
Fabrizio Donato (Latina, 14 agosto 1976) è un ex triplista ed ex lunghista italiano.
Specializzato nel salto triplo, è stato campione europeo a Helsinki 2012 e campione europeo indoor a Torino 2009, nonché medaglia di bronzo ai Giochi olimpici di Londra 2012.
In carriera vanta inoltre 23 titoli di campione italiano assoluto (7 outdoor e 16 indoor).

## Biografia
Fabrizio Donato, nato a Latina ma frusinate d'adozione, si è formato nell'Atletica Frosinone e gareggia per le Fiamme Gialle dal 1995. Allenato da Roberto Pericoli, a livello nazionale si è laureato per venti volte campione italiano di salto triplo, di cui 12 indoor, e tre volte di salto in lungo indoor. È sposato con Patrizia Spuri, anch'essa atleta azzurra.
Ha partecipato per cinque volte ai Giochi olimpici dal 2000 al 2016 ma solo nel 2012 ha superato il turno di qualificazione conquistando per la prima volta la finale nel corso della quale si è aggiudicato la medaglia di bronzo. Ha conquistato la finale anche nelle due edizioni dei Mondiali a cui ha partecipato (2003 e 2007). Risultati migliori ai Mondiali indoor dove si è classificato quarto nel 2008 a Valencia e sesto nel 2001 a Lisbona.
Nel 2002 ha ottenuto il quarto posto sia agli Europei che agli Europei indoor. Il 7 marzo 2009 ha conquistato l'oro ai Campionati europei indoor di Torino con la misura di 17,59 m, record italiano e dei campionati. Nel 2010 si classifica 5º, con la misura di 16,88 m, ai Mondiali indoor di Doha, nella gara in cui Teddy Tamgho stabilisce il primato mondiale con 17,90 m.
In occasione degli Europei indoor di Parigi 2011 ha ulteriormente migliorato il record italiano della specialità portandolo a 17,73 metri, conquistando così la medaglia d'argento alle spalle di Teddy Tamgho.
Il 30 giugno 2012 ad Helsinki in occasione degli Europei vince la medaglia d'oro nel salto triplo con la misura di 17,63 m ottenuto alla prima prova con vento favorevole superiore alla norma, ma con altri due salti con vento regolare, lunghi rispettivamente 17,53 m e 17,49, ben superiori alla miglior misura ottenuta dal secondo classificato.
Il 9 agosto ai Giochi olimpici di Londra 2012 conquista la medaglia di bronzo con la misura di 17,48 m ottenuta al quarto salto.
Il 5 marzo 2017, ai campionati europei indoor di Belgrado, vince la medaglia d'argento saltando a 17,13 m, all'età di 40 anni e mezzo.
Nel febbraio 2018 si è laureato campione italiano indoor, vincendo con la misura di 16,94 m ottenuta alla terza prova.
Il 10 agosto 2018, ai campionati europei di Berlino viene eliminato nella qualificazione dopo un salto di 16,15 m.
Il 17 febbraio 2019, ad Ancona, vince la medaglia d'argento agli assoluti indoor con 16,72 m.
Il 6 agosto 2021, attraverso un video pubblicato sul proprio canale YouTube, annuncia il ritiro dall'attività agonistica.

## Progressione

### Salto triplo outdoor
Nelle stagioni all'aperto Donato si è classificato in undici occasioni nella lista top 25 mondiale stagionale.
| Stagione | Risultato | Luogo         | Data      | Rank. Mond. |
| -------- | --------- | ------------- | --------- | ----------- |
| 2018     | 16,62 m   | Madrid        | 22-6-2018 | 63°         |
| 2017     | 17,32 m   | Pierre Benite | 9-6-2017  | 6°          |
| 2016     | 16,93 m   | Rovereto      | 6-9-2016  | 26°         |
| 2015     | 16,91 m   | Torino        | 26-7-2015 | 24º         |
| 2014     | 16,89 m   | Roma          | 5-6-2014  | 28º         |
| 2013     | 16,86 m   | Losanna       | 4-7-2013  | 24º         |
| 2012     | 17,53 m   | Helsinki      | 29-6-2012 | 4º          |
| 2011     | 17,17 m   | Torino        | 26-6-2011 | 17º         |
| 2010     | 17,08 m   | Torino        | 12-6-2010 | 19º         |
| 2009     | 15,81 m   | Berlino       | 16-8-2009 | 289º        |
| 2008     | 16,91 m   | Firenze       | 27-6-2008 | 47º         |
| 2007     | 16,97 m   | Padova        | 28-7-2007 | 33º         |
| 2006     | 17,24 m   | Torino        | 8-7-2006  | 16º         |
| 2005     | 16,65 m   | Lignano       | 17-7-2005 | 60º         |
| 2004     | 16,90 m   | Firenze       | 11-7-2004 | 41º         |
| 2003     | 17,16 m   | Firenze       | 22-6-2003 | 13º         |
| 2002     | 17,17 m   | Annecy        | 23-6-2002 | 16º         |
| 2001     | 17,05 m   | Tunisi        | 11-9-2001 | 19º         |
| 2000     | 17,60 m   | Milano        | 7-6-2000  | 2º          |
| 1999     | 16,21 m   | Pescara       | 11-9-2001 | 138º        |
| 1998     | 16,73 m   | Roma          | 24-5-1998 | 50º         |
| 1997     | 16,40 m   | Pretoria      | 1-2-1997  | 94º         |
| 1996     | 16,35 m   | Milano        | 12-6-1996 | 131º        |
| 1995     | 15,81 m   | Nyíregyháza   | 30-7-1995 | 123º        |
| 1994     | 15,27 m   |               | 1-1-1994  |             |
| 1993     | 14,36 m   |               | 1-1-1993  |             |

### Salto triplo indoor
Per cinque stagioni consecutive (dal 2008 al 2012) Donato ha occupato stabilmente una fra le prime cinque posizioni delle graduatorie mondiali al coperto. In tutto sono otto le presenze nella top ten mondiale stagionale (sempre almeno 6º).
| Stagione | Risultato | Luogo    | Data      | Rank. Mond. |
| -------- | --------- | -------- | --------- | ----------- |
| 2019     | 16,72 m   | Ancona   | 17-2-2019 | 24°         |
| 2018     | 16,94 m   | Ancona   | 18-2-2018 | 12°         |
| 2017     | 17,13 m   | Belgrado | 5-3-2017  | 6°          |
| 2016     | 16,74 m   | Ancona   | 5-3-2016  | 20°         |
| 2015     | 16,70 m   | Ancona   | 31-1-2015 | 19°         |
| 2014     | 16,58 m   | Ancona   | 1-2-2014  | 22º         |
| 2012     | 17,28 m   | Istanbul | 11-3-2012 | 4º          |
| 2011     | 17,73 m   | Parigi   | 6-3-2011  | 2º          |
| 2010     | 17,39 m   | Ancona   | 28-2-2010 | 3º          |
| 2009     | 17,59 m   | Torino   | 7-3-2009  | 1º          |
| 2008     | 17,27 m   | Valencia | 9-3-2008  | 5º          |
| 2007     | 16,93 m   | Ancona   | 18-2-2007 | 15º         |
| 2006     | 17,33 m   | Ancona   | 5-2-2006  | 6º          |
| 2005     | 16,57 m   | Ancona   | 20-2-2005 | 28º         |
| 2004     | 16,69 m   | Genova   | 22-2-2004 | 27º         |
| 2003     | 16,38 m   | Genova   | 2-3-2003  | 43º         |
| 2002     | 17,03 m   | Genova   | 17-2-2002 | 6º          |
| 2001     | 16,94 m   | Torino   | 24-2-2001 | 10º         |
| 2000     | 16,62 m   | Gand     | 26-2-2000 | 31º         |
| 1999     | 16,66 m   | Genova   | 21-2-1999 | 25º         |
| 1998     | 16,34 m   | Genova   | 8-2-1998  | 56º         |
| 1997     | 16,37 m   | Genova   | 23-2-1997 | 54º         |

## Palmarès
| Anno | Manifestazione          | Sede           | Evento       | Risultato | Prestazione | Note                                     |
| ---- | ----------------------- | -------------- | ------------ | --------- | ----------- | ---------------------------------------- |
| 2000 | Giochi olimpici         | Sydney         | Salto triplo | 25º       | 16,34 m     |                                          |
| 2001 | Mondiali indoor         | Lisbona        | Salto triplo | 6º        | 16,77 m     |                                          |
| 2001 | Giochi del Mediterraneo | Tunisi         | Salto triplo | Oro       | 17,05 m     | Miglior prestazione personale stagionale |
| 2002 | Europei indoor          | Vienna         | Salto triplo | 4º        | 16,90 m     |                                          |
| 2002 | Europei                 | Monaco         | Salto triplo | 4º        | 17,15 m     |                                          |
| 2003 | Mondiali                | Saint-Denis    | Salto triplo | 13º       | 16,63 m     |                                          |
| 2004 | Mondiali indoor         | Budapest       | Salto triplo | 12º       | 16,68 m     |                                          |
| 2004 | Giochi olimpici         | Atene          | Salto triplo | 21º       | 16,45 m     |                                          |
| 2006 | Mondiali indoor         | Mosca          | Salto triplo | 17º       | 16,35 m     |                                          |
| 2006 | Europei                 | Göteborg       | Salto triplo | 19º       | 16,66 m     |                                          |
| 2007 | Mondiali                | Osaka          | Salto triplo | 32º (q)   | 16,20 m     |                                          |
| 2008 | Mondiali indoor         | Valencia       | Salto triplo | 4º        | 17,27 m     | Miglior prestazione personale stagionale |
| 2008 | Giochi olimpici         | Pechino        | Salto triplo | 21º       | 16,70 m     |                                          |
| 2009 | Europei indoor          | Torino         | Salto triplo | Oro       | 17,59 m     | Record nazionale                         |
| 2009 | Mondiali                | Berlino        | Salto triplo | 41º (q)   | 15,81 m     | Miglior prestazione personale stagionale |
| 2010 | Mondiali indoor         | Doha           | Salto triplo | 5º        | 16,88 m     |                                          |
| 2010 | Europei                 | Barcellona     | Salto triplo | 9º        | 16,54 m     |                                          |
| 2011 | Europei indoor          | Parigi         | Salto triplo | Argento   | 17,73 m     | Record nazionale                         |
| 2011 | Mondiali                | Taegu          | Salto triplo | 10º       | 16,77 m     | [ 5 ]                                    |
| 2012 | Mondiali indoor         | Istanbul       | Salto triplo | 4º        | 17,28 m     | Miglior prestazione personale stagionale |
| 2012 | Europei                 | Helsinki       | Salto triplo | Oro       | 17,63 m     |                                          |
| 2012 | Giochi olimpici         | Londra         | Salto triplo | Bronzo    | 17,48 m     |                                          |
| 2013 | Mondiali                | Mosca          | Salto triplo | 15º (q)   | 16,53 m     |                                          |
| 2014 | Europei                 | Zurigo         | Salto triplo | 7º        | 16,66 m     |                                          |
| 2016 | Giochi olimpici         | Rio de Janeiro | Salto triplo | 17º (q)   | 16,54 m     |                                          |
| 2017 | Europei indoor          | Belgrado       | Salto triplo | Argento   | 17,13 m     |                                          |
| 2018 | Mondiali indoor         | Birmingham     | Salto triplo | 14º       | 15,96 m     |                                          |
| 2018 | Europei                 | Berlino        | Salto triplo | 20º (q)   | 16,15 m     |                                          |
| 2019 | Europei indoor          | Glasgow        | Salto triplo | 18º (q)   | 15,93 m     |                                          |

## Campionati nazionali
Fabrizio Donato vanta 23 titoli italiani individuali:
- 8 volte campione italiano assoluto del salto triplo (2000, 2004, 2006, 2007, 2008, 2010, 2011, 2015)[6][7]
- 3 volte campione italiano assoluto indoor del salto in lungo (1999, 2011, 2012)[8]
- 12 volte campione italiano assoluto indoor del salto triplo (1998, 1999, 2001, 2002, 2003, 2004, 2006, 2007, 2008, 2009, 2010, 2018)[8]

## Altre competizioni internazionali
2012
- Oro al Weltklasse Zürich ( Zurigo), salto triplo - 17,29 m
- 2º della Diamond League nella specialità salto triplo (8 punti)